# Coll de Pica Bastard
El Coll de Pica Bastard és una collada situada a 1.708,3 metres d'altitud al límit dels termes comunals de Caudiers de Conflent, Ralleu, de la comarca del Conflent, i de Matamala, de la del Capcir, tots dos a la Catalunya del Nord. És a l'extrem sud-oest del terme de Ralleu, al nord-oest del de Caudiers de Conflent i a la zona sud-est del de Matamala, al sud de Pica Bastard i al nord-est del Coll del Torn.